# After Many Years
After Many Years er en amerikansk stumfilm fra 1908 af D. W. Griffith.

## Medvirkende
- Charles Inslee som John Davis
- Florence Lawrence som Mrs. John Davis
- Harry Solter som Tom Foster
- Gladys Egan
- Linda Arvidson